# Битва при Новаре (1849)
Битва при Новаре (итал. battaglia di Novara) или Битва при Бикокке (итал. battaglia della Bicocca; Бикокка — местечко при Новаре) — решающее сражение между Австрийской империей Габсбургов и Королевством Сардиния во время Австро-итальянской войны. Битва шла в течение всего дня 22 марта 1849 года и закончилась на рассвете 23 марта. Битва привела к тяжёлому поражению и отступлению сардинской королевской армии из Пьемонта.
Непростое перемирие, заключённое в 1848 году между Австрией и Сардинией, продержалось менее чем семь месяцев, и 12 марта 1849 года сардинский король Карл Альберт, стремясь загладить свои прошлые неудачи, в одностороннем порядке разорвал перемирие с Австрией. В ответ на это австрийская армия во главе с фельдмаршалом Йозефом Радецким начала действия в районе Ломбардии. 20 марта 1849 года австрийская армия форсировала Тичино и на следующий день разбила пьемонтскую армию под командованием польского и сардинского генерала Войцеха Хржановского у Мортары, а также в бою у Виджевано.
Несмотря на противодействие Хржановского, Карл Альберт сосредоточил все свои силы у Новары, находившейся в 45 км к западу от Милана, открыв тем самым наиболее удобный путь отступления к Турину, ведущий через Верчелли. Утром 23 марта итальянские войска (85 000 человек) заняли позиции у Новары, повернув тремя дивизиями на юг. Задняя размещалась за крыльями — по одной дивизии за каждым крылом.
В то же время Радецкий со всей своей армией (72 000 человек) вышел в район южнее Новары, откуда направил 1-й и 4-й корпуса на запад, в сторону Верчелли (через реку Агонья ), а 2-й корпус двинулся на север от Новары. До полудня 2-й австрийский корпус нанес удар по Ла-Бикокке (сегодня район Новара) на левое крыло пьемонтской армии. Шли ожесточенные бои, в результате которых австрийцы были отброшены. Когда прибыл 3-й корпус, австрийцы снова атаковали. Сражение решилось атакой 4-го австрийского корпуса, который был оттянут Радецким с запада и атаковал пьемонтскую армию с юго-запада. В результате этой атаки была прорвана оборона Пьемонта, что вынудило армию Хржановского отступить. Дело также ухудшилось из-за неподчинения некоторых итальянских генералов, в том числе генерала Джироламо Раморино (за это вскоре приговорен к расстрелу). Через некоторое время отступление превратилось в хаотичное бегство в сторону Альп. Итальянцы потеряли 2392 убитыми и ранеными, 2000 пленными. Австрийцы потеряли 3137 убитыми и ранеными (больше, чем разбитые итальянцы).
Сардинцы были отброшены к Боргоманеро у подножия Альп, и австрийские войска без труда оккупировали Новару, Верчелли и Турин. Австрийский генерал барон Якоб Юлиус фон Гайнау в ходе недолгой осады покорил Брешию, расположенную в 54 милях от Милана, после чего Карл Альберт отрёкся от престола в пользу своего сына Виктора Эммануила, который позже стал первым королём объединенной Италии. Пьемонтская республика не была создана, хотя Римская и Венецианская республики уже были провозглашены. Карл Альберт уехал в Порту (Португалия), где вскоре и скончался.
Мирный договор был подписан 9 августа. Сардиния была вынуждена выплатить Австрии огромную контрибуцию в размере 65 миллионов франков. В итоге бо́льшая часть Италии снова оказалась под властью австрийцев.